# 布恩扎省
04°09′13″S 13°33′00″E / 4.15361°S 13.55000°E
布恩扎省（法語：Bouenza），是剛果共和國南部的一個省份，首府馬丁古，北臨萊庫穆省、東鄰普爾省、南毗剛果民主共和國、西接尼阿里省，面積12,266平方公里，下分10縣和1市，2007年人口309,073，
1. ↑  . hdi.globaldatalab.org.   [2018-09-13]. （原始内容存档于2018-09-23） （英语）.